# Банальный национализм
Банальный национализм — повседневные представления о нации, которые создают чувство общей национальной идентичности и могут способствовать процессам построения нации.
Термин происходит от одноимённой книги британского академика Майкла Биллига 1995 года и предназначен для критического восприятия. Книга Биллига известна как «четвёртая наиболее цитируемая работа о национализме из когда-либо опубликованных». Биллиг разработал концепцию «банального национализма», чтобы подчеркнуть рутинные и часто незаметные способы, которыми устоявшиеся национальные государства воспроизводятся изо дня в день. Эта концепция была очень влиятельной, особенно в политической географии, привлекая интерес научного сообщества с момента публикации книги в 1995 году. Сегодня этот термин используется в основном в академических дискуссиях о формировании идентичности, геополитике и природе национализма в современной политической культуре. 
Примеры банального национализма включают использование национальной символики, например, флагов, в повседневной жизни, международные спортивные мероприятия, национальные песни, символы на деньгах, популярные выражения и обороты речи, патриотические клубы, использование подразумеваемого единения в СМИ, например, использование таких фраз, как «наша команда», и разделение новостей на «внутренние» и «международные». Многие из этих символов наиболее эффективны из-за их постоянного повторения и почти подсознательной природы. Банальный национализм часто создаётся через государственные учреждения, такие как школы.
Основной целью Майкла Биллига при создании этого термина было чётко разграничить повседневный, регулярный национализм от его экстремистских вариантов. Он утверждал, что в 1980-х и 1990-х годах академический и журналистский фокус на крайних националистах, сепаратизме и ксенофобии затмил силу современного национализма, подразумевая, что национализм был маргинальной идеологией, а не доминирующей темой в современной политической культуре. Биллиг отметил почти невысказанное предположение о первостепенной важности нации в политическом дискурсе того времени, например, в призывах защитить Кувейт во время Войны в Персидском заливе или предпринять ответные действия после атак 11 сентября. В прежние времена призывы к «нации» не были столь важны, так как религия или монархия могли быть использованы более успешно для мобилизации действий, однако с упадком монархических и религиозных настроений национализм обрёл свою силу, а значит и привлекательность для политиков. Биллиг утверждает, что «скрытая» природа современного национализма делает его очень мощной идеологией, отчасти потому, что он остаётся в значительной степени неисследованным и неоспоренным, но при этом по-прежнему является основой для мощных политических движений и большей части политического насилия в современном мире. Банальный национализм не следует считать слабой формой национализма, но он может послужить основой для «опасных национализмов». Биллиг также использует эту концепцию, чтобы оспорить постмодернистские утверждения о том, что национальное государство находится в упадке, отмечая, в частности, продолжающуюся гегемонистскую силу американского национализма.